# Шереметьевская улица (Москва)
Шереме́тьевская улица — улица в Северо-Восточном административном округе города Москвы. Проходит от улицы Сущёвский Вал до Останкинского путепровода через пути Октябрьской железной дороги.
Нумерация домов ведётся от Сущёвского Вала. Центральная улица района Марьина Роща.

## Описание
Идёт с юга на север, является продолжением улицы Советской Армии. Приблизительно посредине проходит по Шереметьевскому путепроводу над Рижским направлением МЖД и Алексеевской соединительной линией. Заканчивается Шереметьевская улица у другого путепровода — Останкинского, проходящего над Октябрьской железной дорогой; за ним начинается Останкинский район, а Шереметьевская улица переходит сразу в несколько улиц, ведущих в разных направлениях — Новомосковская, Аргуновская, Калибровская, Мурманский проезд и Звёздный бульвар.
На участке от 1-го проезда Марьиной Рощи и до Веткиной улицы/14-го проезда Марьиной Рощи действовало реверсивное движение, которое было отменено с конца мая 2022 года. Вскоре была введена в эксплуатацию выделенная полоса для наземного транспорта, следующего в центр.

## История
В XVIII веке на месте современной Шереметьевской улицы располагалась деревня Марьино, окружённая глухими лесами. Деревня и леса принадлежали в разное время многим знатным московским родам, в том числе и Шереметевым, владевшим усадьбой Останкино, находящейся к северу. В 1742 году был проведён Камер-Коллежский вал, леса были в значительной мере вырублены, а их остатки стали известны как Марьина Роща.
В 1856 году местные жители прорубили через рощу прямую и широкую дорогу, ведущую от Камер-Коллежского вала к усадьбе Останкино, и приурочили строительство дороги к визиту в Останкино императора Александра II. Дорога вскоре стала важным транспортным путём на северной окраине Москвы и получила имя Шереметьевская в честь графа Николая Шереметева, знаменитого хозяина останкинской усадьбы.
В 1890-е годы была построена Виндавская (позднее Рижская) железная дорога, разрубившая улицу пополам, в начале XX века над дорогой был сооружён мост, соединивший обе части Шереметьевской улицы и восстановивший её транспортное значение. В 1904 году в северной части улицы был построен храм во имя иконы Божией Матери Нечаянная радость, по сей день остающийся главной архитектурной достопримечательностью улицы.
Сильно изменился облик улицы в 1960—1970-х годах, когда были снесены старые деревянные домики, и улица была застроена типовыми домами. В зелёной зоне по правой стороне южной части улицы в 1980-х годах был построен кинотеатр «Гавана», в это же время в расположенное поблизости здание бывшего кинотеатра «Таджикистан» въехал театр Сатирикон.

## Примечательные здания и строения
Главная достопримечательность улицы — храм иконы Божией Матери «Нечаянная радость» (д. № 33). Построен в 1904 году на средства жителей Марьиной рощи на земле, безвозмездно предоставленной графом Шереметевым. Архитектура храма подражает древнерусским храмам XVII века. Церковь в плане имеет четырёхугольную форму, с тремя полукружьями в алтарной части. Храм пятиглавый, с одной центральной главой, колокольней и тремя главками над алтарём. Колокольня — трёхъярусная, шатровая. Храм в советское время не закрывался, лишь лишился части церковной утвари и большого колокола, которые были изъяты в 1920-х годах.
Другие примечательные здания:
- № 2 — Московский молодёжный центр «Планета КВН». Решение о выделении земли для нужд Клуба Веселых и Находчивых было принято в ноябре 2011 года мэром Москвы Сергеем Собяниным. После этого здание бывшего кинотеатра «Гавана», обладавшего внушительным залом, было кардинально перестроено. От прошлого сооружения остались только колонны, число которых увеличилось. «Планета КВН» была символично открыта 1 апреля 2013 года. Помимо съёмок телепередачи, здесь располагаются репетиционные помещения, павильоны для съёмок, видеостудия и производство ТВ-программ.
- № 6 корпус 1 — торгово-развлекательный центр «Райкин Плаза». Его возведение долгое время находилось в стадии консервации, пока в мае 2012 года строительная площадка была продана с аукциона за $50 млн. Как оказалось, $140 млн были инвестированы группой компаний «Ташир». Первоначально здесь должен был располагаться Центр искусства, культуры и досуга им. А. И. Райкина. Однако затем проект изменили, сделав 2 корпуса зданий с различным назначением. Первый, площадью свыше 76 тыс. м²., занял торгово-развлекательный комплекс, включающий в себя 150 магазинов, 6 ресторанов, 5-зальный кинотеатр, детский развлекательный центр и трёхзвёздочную гостиницу. Во втором, отдельно стоящем корпусе, разместилась Высшая школа сценических искусств и Открытый театр с поворачивающейся сценой. Причём сцена устроена таким образом, что зрители смогут наблюдать за игрой актёров практически с любого угла сквера, возродившегося здесь после завершения строительства.
- № 8 — Российский государственный театр «Сатирикон» им. А. Райкина. В 1982 году театру было передано здание типового кинотеатра «Таджикистан» на Шереметьевской улице. После кардинальной перестройки здания в 1987 театр открылся. Впоследствии театр несколько раз расширялся, пристраивая к первоначальному зданию всё новые и новые сооружения, вырубив при этом часть зелёных насаждений, что вызывало протесты жителей района и серию митингов[1].
- № 20а — торговый центр «Капитолий» (первоначально — «Рамстор»). Построен в 1998 году по проекту коллектива авторов под руководством архитектора В. П. Соколова[2]. Признан одной из самых популярных торговых площадок в районе Марьина Роща. Помимо бутиков, ресторанов и кинотеатра сети «Космик», половину первого этажа здесь занимает гипермаркет «Ашан-Сити».
- № 28, 29 — Институт цифрового образования Московского городского педагогического университета
- № 85, строение 2 — Всероссийский проектно-конструкторский и технологический институт мебели

Всего: 45 домов.

### Мосты и путепроводы
- Шереметьевский путепровод
- Останкинский путепровод

## Транспорт
По улице осуществляется двустороннее движение (с реверсивной полосой). По улице проходят автобусы 512, 519, 524, м53, н3. На Шереметьевской улице расположен один из выходов станций метро «Марьина Роща» Люблинско-Дмитровской линии и «Марьина Роща» Большой кольцевой линии.